# La musica sveglia il tempo
La musica sveglia il tempo (in inglese Music quickens time) è un saggio biografico pubblicato nel 2007 in lingua inglese dal pianista e direttore d'orchestra argentino con cittadinanza spagnola, israeliana e palestinese Daniel Barenboim.

## Storia
La musica sveglia il tempo è uno dei diversi libri che Daniel Barenboim ha scritto sulla storia e teoria della musica e che ha dedicato, nella prima pagina che precede il preludio, ai musicisti della West Eastern Divan Orchestra da lui fondata con lo scrittore Edward Said a Berlino nel 1999.

## Descrizione
Il testo espone le idee del maestro in vari campi, come storico, morale e politico. Riflette sulla necessità della pace che deve prendere vita da sè stessi. Nella prima parte affronta gli aspetti culturali alla base della comprensione della musica e nella seconda parte racconta come è nata la sua orchestra volutamente formata da musicisti con cittadinanza in paesi spesso tra loro in conflitto come Palestina, Israele, Giordania, Egitto e Siria, la West Eastern Divan Orchestra. La tesi di Barenboim è che la musica, in quanto linguaggio universale e fuori dal tempo, sia parte essenziale e inscindibile della vita, ed esprima, nel migliore dei modi, il rapporto dell'individuo con se stesso e con il mondo.

## Edizioni

### Edizione originale
- (EN) Daniel Barenboim, Music quickens time, a cura di Elena Cheah, London, Verso, 2007, OCLC 952669334.

### Edizione italiana
- Daniel Barenboim, La musica sveglia il tempo, a cura di Elena Cheah, traduzione di Laura Noulian, Milano, Feltrinelli, 2007, ISBN 9788807490637, OCLC 799834495.

### Edizioni in altre lingue
- (ES) Daniel Barenboim, El sonido es vida el poder de la música, a cura di Elena Cheah, traduzione di Dolors Udina, Bogotá, Grupo Editorial Norma, 2008, OCLC 314161752.
- (FR) Daniel Barenboim, La musique éveille le temps, a cura di Elena Cheah, traduzione di Dennis Collins, Paris, Fayard, 2008, OCLC 470828871.